# Melanotesia albimacula
Melanotesia albimacula är en fjärilsart som beskrevs av W. Warren 1904. Melanotesia albimacula ingår i släktet Melanotesia och familjen mätare. Inga underarter finns listade i Catalogue of Life.